# Ercheia umbrosa
Ercheia umbrosa är en fjärilsart som beskrevs av Butler 1881. Ercheia umbrosa ingår i släktet Ercheia och familjen nattflyn. Inga underarter finns listade i Catalogue of Life.